# Celatoria diabroticae
Celatoria diabroticae är en tvåvingeart som först beskrevs av Shimer 1871.  Celatoria diabroticae ingår i släktet Celatoria och familjen parasitflugor. Inga underarter finns listade.